# Wojciech Jaroszewski

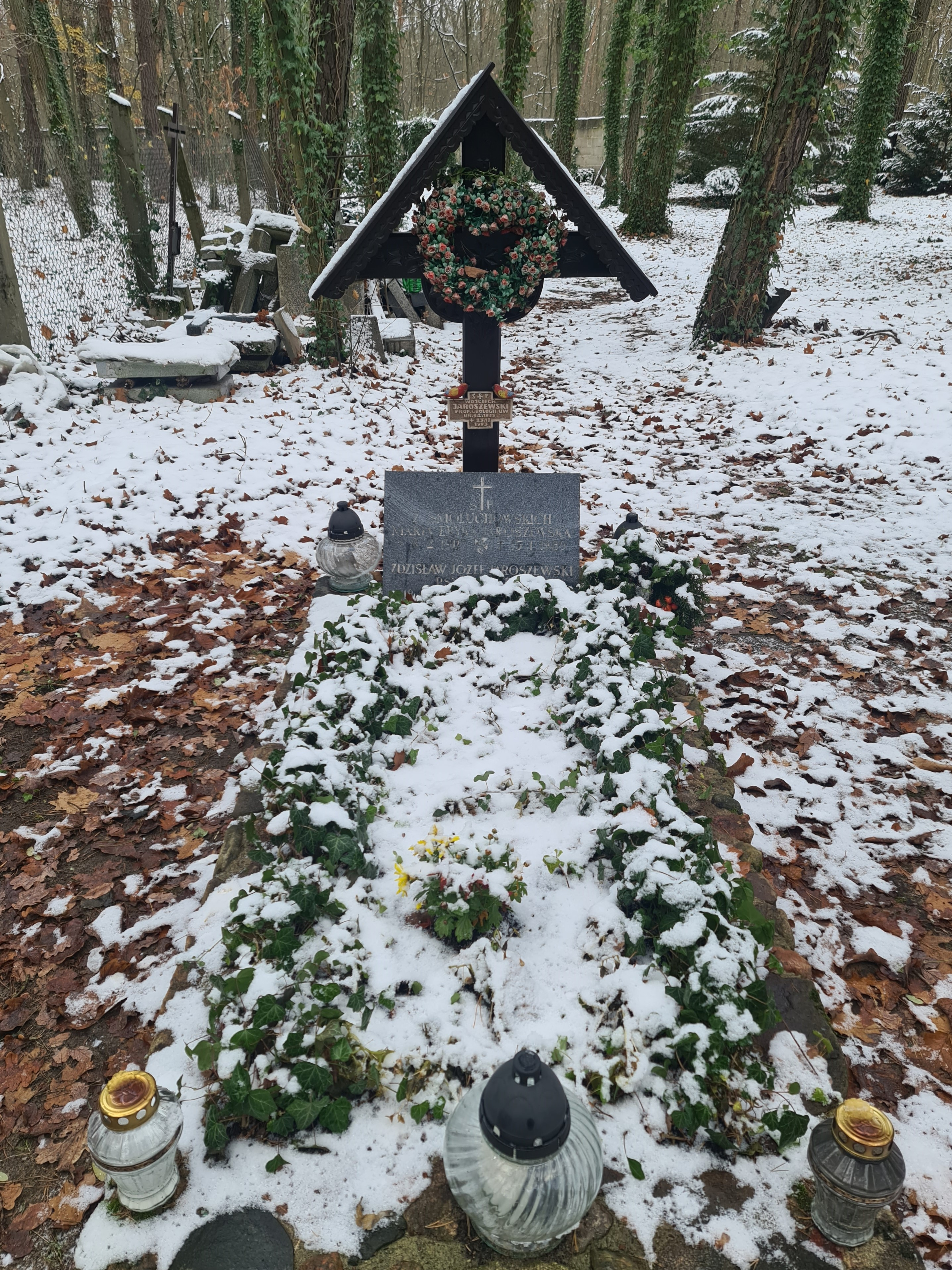
Grób prof. Wojciecha Jaroszewskiego i jego rodziny na cmentarzu leśnym w Laskach

Wojciech Jaroszewski (ur. 3 lutego 1935 w Poznaniu, zm. 24 grudnia 1993 w Warszawie) – polski geolog, nauczyciel akademicki Uniwersytetu Warszawskiego, znawca Tatr, działacz turystyczny.

## Życiorys
Wnuk Tadeusza Smoluchowskiego – polskiego chemika i alpinisty.
Był synem Zdzisława Józefa Jaroszewskiego, doktora nauk medycznych, psychiatry, oraz Marii Eryki ze Smoluchowskich. W związku z wybuchem II wojny światowej Wojciech Jaroszewski zmuszony był uciekać wraz z matką i siostrą z Poznania do Lwowa, by w maju 1940 roku powrócić na tereny Generalnego Gubernatorstwa. Maturę zdał w 1951 roku w Starogardzie Gdańskim, a następnie rozpoczął studia w Akademii Górniczo-Hutniczej w Krakowie. W 1952 roku przeniósł się do Warszawy, by kontynuować naukę na Wydziale Geologii Uniwersytetu Warszawskiego. W 1957 roku obronił pracę magisterską pod kierunkiem profesora Edwarda Passendorfera, której tematem była geologia pasma (wierchu) Świerkul. Późniejsze badania Wojciecha Jaroszewskiego skupiły się na zagadnieniach tektoniki i geologii strukturalnej Tatr. Owocem tych prac była rozprawa doktorska z 1965 roku pt. Budowa geologiczna górnej części Doliny Kościeliskiej w Tatrach. Swych badań nie ograniczał jedynie do terenu Tatr – jego rozprawa habilitacyjna z 1972 roku dotyczyła zjawisk występujących w Górach Świętokrzyskich. W 1982 roku Rada Państwa nadała naukowcowi tytuł profesora nadzwyczajnego. W Rzeczypospolitej Polskiej tytuł uznany jako tytuł tzw. profesora belwederskiego.
W 1974 roku został wydany podręcznik jego autorstwa pt. Tektonika uskoków i fałdów, który uzyskał dobre recenzje w pismach branżowych, został również przetłumaczony na języki: angielski, rosyjski i chiński. Sam Jaroszewski został zaproszony do rady redakcyjnej pisma Journal of Structural Geology. Swe badania prowadził także za granicą: wyjeżdżał do azjatyckiej części Związku Radzieckiego (Kaukaz, Tienszan) oraz do Bułgarii. Otrzymywał również prośby o recenzowanie tektonicznych programów badawczych z Anglii i Stanów Zjednoczonych.
Oprócz działalności naukowej Wojciech Jaroszewski aktywnie uczestniczył w życiu społecznym. Był jednym z założycieli Towarzystwa Popierania i Krzewienia Nauk, aktywnie uczestniczył w dyskusjach na temat polskiej nauki, pisywał do gazet (m.in. do „Polityki”, „Kultury” oraz „Życia Warszawy”). Odrębną dziedziną jego aktywności było krajoznawstwo. Wraz ze swoimi studentami bywał w Pieninach, Tatrach, Górach Świętokrzyskich, okolicach Krakowa i Sudetach. Wędrował po Beskidach, Bieszczadach, Roztoczu, Kaszubach i ziemi lubuskiej. Kajakiem lub pontonem przemierzał rzeki Mazowsza, zimą wyprawiał się na Bagna Biebrzańskie. W 1964 roku został wydany przewodnik turystyczny jego autorstwa pt. Trasy narciarskie na północnej Suwalszczyźnie i Wzgórzach Szeskich. Pisał również artykuły do prasy turystycznej i krajoznawczej, m.in. do „Poznaj Swój Kraj”, „Poznaj Świat” oraz „Taternika”. Od 1989 roku był członkiem reaktywowanego Polskiego Towarzystwa Tatrzańskiego. Przez wiele lat był członkiem Polskiego Towarzystwa Geologicznego.
Po śmierci został pochowany na Cmentarzu Leśnym w Laskach.

## Wybrane publikacje
- Tektonika uskoków i fałdów (1974, 1981),
- Słownik geologii dynamicznej wraz z Leszkiem Marksem i Andrzejem Radomskim (1985),
- Tektonika wraz z Ryszardem Dadlezem (1994).